# Sinh kỹ thuật
Sinh kỹ thuật (tiếng Anh: bionics hay biologically inspired engineering) là áp dụng những cơ chế vận động sinh học trong tự nhiên vào công nghệ kỹ thuật. Với công nghệ sinh học như vậy, người ta có thể tạo ra những sản phẩm có tính ứng dụng cao, như chế tạo robot có những cử chỉ và hoạt động giống người, tạo các bộ phận cơ thể thay thế cho người khuyết tật.

### Các viện, trung tâm nghiên cứu
- Bionics Queensland
- Centre for Nature Inspired Engineering at UCL (University College London) Lưu trữ ngày 29 tháng 6 năm 2024 tại Wayback Machine
- Biological Robotics at the University of Tulsa Lưu trữ ngày 20 tháng 12 năm 2018 tại Wayback Machine
- Wyss Institute for Biologically Inspired Engineering
- The Biomimicry Institute
- Center for Biologically Inspired Design
- Biologically Inspired Design group at the Design and Intelligence Lab, Georgia Tech
- Center for Biologically Inspired Materials & Material Systems
- Biologically Inspired Product Development at the University of Maryland
- The Biologically Inspired Materials Institute
- Center for Biologically Inspired Robotics Research at Case Western Reserve University Lưu trữ ngày 3 tháng 9 năm 2011 tại Wayback Machine
- Biologically Inspired Materials Institute
- Bio Inspired Engineering at the Applied University Kufstein, Austria Lưu trữ ngày 20 tháng 12 năm 2018 tại Wayback Machine
- Laboratory for Nature Inspired Engineering at The Pennsylvania State University Lưu trữ ngày 20 tháng 12 năm 2018 tại Wayback Machine